# Stadion Miejski w Pelplinie
Stadion Miejski im. Dominika Dunsta w Pelplinie – wielofunkcyjny stadion sportowy, który znajduje się w Pelplinie przy ul.Czarnieckiego 8. Stadion jest własnością Miasta Pelplin, obecnie korzystają z niego dwie drużyny piłkarskie Wierzyca Pelplin i Centrum Pelplin, oraz klub lekkoatletyczny Olimpijczyk Pelplin.